# برنيس روبنسون
برنيس روبنسون (بالإنجليزية: Bernice Robinson)‏ هي مصففة الشعر أمريكية، ولدت في 7 فبراير 1914 في تشارلستون في الولايات المتحدة، وتوفي بنفس المكان في 3 سبتمبر 1994.